# 강백호 (야구 선수)
강백호(姜白虎, 1999년 7월 29일~)는 대한민국의 야구 선수로 포지션은 내야수, 외야수, 포수이다. 현재 KBO 리그의 kt 위즈에서 활동하고 있다.

## 아마추어 선수 경력
서울고등학교 시절부터 전국구 에이스로 활약했다. 고척스카이돔 개장 첫 홈런으로 이름을 알렸고, 그 이후로 프로 구단들의 관심을 받았다. 1학년 때부터 팀의 4번 타자를 맡아 활약했으며, 2학년 때부터는 주장과 투타 겸업을 하며 맹활약했다. 최고 구속 156km/h에 이르는 강속구를 던졌고 제 51회 대통령배 전국고교야구대회 결승전에서 선발 등판해 승리 투수가 됐고, 주로 포수와 지명타자로 출전하며 BIC0.412(백인천상)을 수상했다. 고교 3년 동안 타율 0.406, 10홈런, 108타점을 기록할 정도로 타격에 재능을 드러내며 많은 경기에서 홈런과 장타를 쳐 냈다. 또 2017년 U-18 야구 선수권 대회에서도 대표팀으로 선발됐다. 그리고, 한국의 준우승 대회에서 지명타자 부분 베스트 선수로 뽑혔다.

## 프로 선수 경력
2018년 한국프로야구 신인 드래프트에서 2차 1라운드 전체 1순위로 지명됐다. 2018년 3월 24일 KIA전에 출전하며 데뷔 첫 경기를 치렀고, 경기에서 헥터를 상대로 데뷔 첫 타석에서 홈런을 기록했다. 이 홈런은 역대 1번째 고졸 신인 데뷔 첫 타석 홈런이자 2018년 시즌 첫 홈런이었다. 높은 장타율과 힘 덕분에 큰 주목을 받았고, 어깨가 좋아 빠른 송구를 보여줬다. 시즌 후 신인왕을 차지해 2017년 이정후에 이어 2년 연속 고졸 신인 야수 수상이자, 구단 첫 신인왕을 수상했다. 2019년 시즌에 3할대 타율, 13홈런을 쳐냈다.

## 국가대표팀 경력
- 2016년 아시아 청소년 야구 선수권 대회
- 2017년 제28회 세계 청소년 야구 선수권 대회
- 2019년 WBSC 프리미어 12
- 2021년 도쿄 올림픽
- 2022년 아시안 게임
- 2023년 WBC

## 수상 내역
- 2015년 청룡기 전국 고교 야구 선수권 대회 홈런상, 고교 주말 리그 서울 & 강원권 수훈상·홈런상
- 2016년 황금 사자기 전국 고교 야구 대회 겸 주말 리그 왕중왕전 최다 타점상·타격상, 고교 주말 리그 전반기(서울권 B) 타점상, 고교 주말 리그 후반기(서울권 A) 타점상
- 2017년 대통령배 전국 고교 야구 대회 타격상·최우수 선수상, 청룡기 전국 고교 야구 선수권 대회 겸 주말 리그 왕중왕전 타점상·감투상, 고교 주말 리그 후반기(서울권 B) 타점상

## 개인사
- 서울고 2년 선배인 최원준은 고교 시절의 그가 예의도 바르고 매우 열심히 하는 선수였다고 밝혔다.[7]

- 계약금 4억 5,000만원은 정상호와 함께 역대 고졸 타자 계약금 최고액이자 역대 야수 계약금 2위에 해당되는 금액[8]에 계약했다.
- 만화 '슬램덩크'의 캐릭터와 직접적인 연관은 없다. 늦게 본 외아들이다 보니 귀하게 크라고 신화 속 영험한 동물인 백호로 이름을 지었다고 한다.
- 타석에서 방망이 냄새를 맡는 습관[9]이 있었다. 현재는 배팅 박스의 흙을 차고 타격한다.
- 원래는 왼손잡이였으나 아버지가 다양한 포지션을 수행할 수 있는 오른손으로 던지라고 권유해 오른손잡이 투수가 됐다.

## 출신 학교
- 서울도신초등학교(전학)→인천서림초등학교(전학)→인천서화초등학교(전학)→부천북초등학교
- 부천중학교(전학)→이수중학교
- 서울고등학교

## 통산 기록
| 연도 | 팀명  | 타율  | 경기 | 타수 | 득점 | 안타 | 2루타 | 3루타 | 홈런 | 루타 | 타점 | 도루 | 도실 | 볼넷 | 사구 | 삼진 | 병살 | 실책 |
| ---- | ----- | ----- | ---- | ---- | ---- | ---- | ----- | ----- | ---- | ---- | ---- | ---- | ---- | ---- | ---- | ---- | ---- | ---- |
| 2018 | kt    | 0.290 | 138  | 527  | 108  | 153  | 32    | 2     | 29   | 276  | 84   | 3    | 5    | 52   | 3    | 124  | 4    | 6    |
| 2019 | kt    | 0.336 | 116  | 438  | 72   | 147  | 29    | 1     | 13   | 217  | 65   | 9    | 5    | 61   | 2    | 87   | 11   | 3    |
| 2020 | kt    | 0.330 | 129  | 500  | 95   | 165  | 36    | 1     | 23   | 272  | 89   | 7    | 2    | 66   | 5    | 93   | 7    | 10   |
| 2021 | kt    | 0.347 | 142  | 516  | 76   | 179  | 40    | 1     | 16   | 269  | 102  | 10   | 5    | 103  | 0    | 85   | 7    | 19   |
| 2022 | kt    | 0.245 | 62   | 237  | 24   | 58   | 12    | 0     | 6    | 88   | 29   | 0    | 0    | 23   | 1    | 44   | 6    | 2    |
| 2023 | kt    | 0.265 | 71   | 238  | 32   | 63   | 10    | 1     | 8    | 99   | 39   | 3    | 0    | 31   | 0    | 55   | 1    | 1    |
| 2024 | kt    | 0.289 | 144  | 550  | 92   | 159  | 27    | 0     | 26   | 264  | 96   | 6    | 2    | 59   | 3    | 127  | 6    | 4    |
| 통산 | 7시즌 | 0.307 | 802  | 3006 | 499  | 924  | 186   | 6     | 121  | 1485 | 504  | 38   | 19   | 395  | 14   | 615  | 42   | 45   |

- 굵은 글씨는 해당 시즌 최고 기록